# Disciples II: Dark Prophecy
Disciples II: Dark Prophecy (укр. Послідовники II: Темне пророцтво) — відеогра в жанрі покрокової стратегії з елементами рольової гри від Strategy First, випущена 24 січня 2002 року. Є продовженням Disciples: Sacred Lands 1999 року випуску з удосконаленнями графіки й ігрового процесу. На території СНД локалізована російською як Disciples II: Канун Рагнарёка.
У цій грі, як і в Disciples: Sacred Lands, дія відбувається у вигаданому фентезійному світі під назвою Невендаар. Через 10 років після останньої Великої війни раптово з'являється зниклий син імператора Демосфена Утер, який виявляється не тим, за кого його приймають.

## Ігровий процес

Герой Імперії подорожує її володіннями

### Основи
Disciples II: Dark Prophecy, як і попередня гра Disciples: Sacred Lands, є покроковою стратегією, де гравець розбудовує столицю, захоплює інші міста і джерела ресурсів загонами на чолі з героями, і бореться з ворогами. Гра надає можливість в будь-якому сценарії або кампанії вибрати один з чотирьох рівнів складності та одного з трьох видів правителя, кожен з який дає різні бонуси і визначає клас першого героя-лідера армії.
Примітними особливостями ігрового процесу є притаманний кожній расі ландшафт, який позначає її володіння і поширюється від міст та стратегічно важливих точок, що займаються опусканням в них спеціальних жезлів. Поглинаючи джерела ресурсів, ландшафт передає їх у володіння гравця чи його противника. Тільки герой, який встановлює ці жезли, здатний знищувати чужі. Традиційно для жанру нерозвідані території глобальної карти світу покриті темрявою, що розсіюється в радіусі огляду міст і армій.
Графіка стала більш деталізованою, зросла підтримувана роздільність екрану. У порівнянні з попередньою грою серії, був поліпшений штучний інтелект супротивників — в Disciples II вони здатні оцінювати свої шанси проти героїв гравця і відступати при його явній перевазі. Також змінилася поведінка нейтральних загонів на стратегічній карті — при надмірному наближенні до них противника вони можуть атакувати самі.

### Битви

Битва: герой Імперії зі своїм загоном проти розбійників

Коли стикаються дві армії, гра з глобальної карти перемикається на екран бою. Війська як гравця так і противника не можуть переміщуватися і розташовуються в двох рядах по 3 клітинки. За промовчуванням у перший ряд ставляться сильніші в рукопашному бою бійці, в другий — стрільці та маги, але гравець вільний змінювати порядок. Максимум на полі бою може бути 12 бійців. Бійці ближнього бою здатні атакувати лише тих ворогів, що стоять перед ними. На полі бою нападники завжди розташовуються вгорі, захисники — внизу. На відміну від попередньої гри, під час бою не показуються портрети обох армій з позначеннями їх стану. Коли ходить гравець — він бачить лише портрети ворога, за винятком коли настає черга його бійців-цілителів. Лідер загону може використати під час битви 2 предмета, що дають одноразовий сильний чи постійний слабкий ефект.
У боях герої і війська набирають досвід і отримують нові рівні розвитку зі збільшенням своїх характеристик. Після битви, якщо у столиці є відповідна будівля, боєць розвивається у досконалішого. Якщо будівлі немає — просто збільшує з кожним рівнем значення здоров'я і атаки. Герой же збільшує свої базові характеристики та отримує кілька очок вдосконалень, які витрачає на вивчення нових умінь. Після знищення ворожих армій іноді також лишаються мішки та скрині з артефактами, які можна скласти в інвентар або продати.
Деякі істоти мають «захисні знаки», що накладаються магією, зіллями, чи є вродженою здатністю, і роблять їх невразливими до першого удару певного типу. Частина істот наділена імунітетом до атак визначеною магією або до фізичних атак певною зброєю.
Замість можливості пропуску ходу в бою з'явилася можливості чекати — хід персонажа переноситься в кінець списку черговості для даного раунду, і захиститися — пропустити хід в обмін на певну кількість одиниць броні. Здатися, втративши загін разом з героєм, але позбавивши противника досвіду за битву, в цій грі не можна. У Disciples II було введено автобій: після натискання відповідної кнопки комп'ютер автоматично і миттєво вираховує результат.

### Міста
На початку гравець володіє «столицею» — містом, від споруд у якому залежить розвиток військ і вивчення заклять. Там наймаються початкові війська і герої, а столицю кожної раси захищає її унікальний захисник-покровитель. Як і в Sacred Lands, існують кілька альтерантив розвитку бійців, залежні від споруд у столиці. Якщо обрати одну, то інша стане недоступною в поточній місії. Будівництво вимагає золота, яке надходить від самої столиці, шахт і продажів артефактів.
Навколо розташовані нейтральні міста, в яких замовляються базові війська і які поширюють навколо зону впливу. Міста дають бонуси до захисту тим, хто перебуває в ньому. Що вищий рівень розвитку міста, то більші бонуси воно дає і більше бійців може мати в гарнізоні.
У порівнянні з першою грою серії істотно змінився дизайн столиць, і, меншою мірою, набір будівель — подовжилося більшість гілок розвитку, деякі будівлі були видалені або змінені. На відміну від першої частини, рівень розвитку простих міст промальований тільки на стратегічній карті, і не відрізняється графічно за приналежністю до різних рас.

### Ресурси
В грі є п'ять видів ресурсів: золото і чотири види магічної енергії мани (життя, рун, смерті і пекла). Золото йде на найм простих юнітів і героїв першого рівня, на їх лікування і воскрешання, покупку спорядження, речей і заклинань. Крім того золото необхідне для будівництва споруд та установку жезлів, що розширюють територію.
У кожної раси є притаманна їй мана, яка йде на вивчення і чаклування заклять. Високорівневі закляття вимагають комбінацій різних видів мани.

### Лідери
Гравець вільний вибирати клас і портрет полководця. Армія Воєначальника відновлює п'ятнадцять відсотків здоров'я кожен ігровий день. Маг може використовувати те саме заклинання двічі на хід, витрачає вдвічі меншу кількість мани на його вивчення і йому доступні заклинання найвищого п'ятого рівня. У Майстра гільдії злодії мають більше можливостей, а на поліпшення міст можливо витрачати вдвічі менше ресурсів.
Герої мають інвентар, але на відміну від Disciples: Sacred Lands, де кожен герой може використовувати тільки два предмети одночасно, в Disciples II у героя існують комірки для прапора, магічної книги, чобіт, два слоти для артефактів, а також дві комірки для додаткових предметів, що використовуються безпосередньо в бою. Для використання більшості предметів необхідно вивчити відповідне вміння при підвищенні рівня.
У межах свого класу герої поділяються на типи, залежно від застосування: воїн, чаклун, розвідник, носій жезлів і злодій. Воїн — боєць ближнього бою, відпочатку володіє знанням застосування артефактів; чаклун здатний бити по площі, вміє використовувати магічні сфери, посохи і сувої; розвідник — лучник (крім нежиті), швидше пересувається і відпочатку здатний використовувати магічні чоботи. Носії жезлів і злодії зберегли особливості з першої гри серії.
Протягом кампанії гравець може переносити одного з героїв і п'ять предметів в наступне завдання. В будь-який момент героя можна «експортувати» (зберегти його дані в файл) для подальшої гри персонажем в окремих сценаріях і мультиплеєрі.

### Магія
Магія використовується тільки на глобальній карті. Герої мають магічну книгу, де заклинання діляться на 5 рівнів. Для використання заклинань 1-2 рівня потрібна мана своєї раси, для решти мана інших рас. Існують чотири типи мани: життя, рун, смерті і пекла, що відповідає чотирьом ігровим расам. За хід можна вивчити одне заклинання, і по одному разу використовувати вже вивчені заклинання на стратегічній карті (герой-маг двічі).
Магічні сувої та посохи надають закляття, яких може не бути в магічній книзі. На відміну від посохів, сувої одноразові і не вимагають витрат мани.

## Сюжет
Сюжет гри подається в чотирьох кампаніях, по сім місій в кожній. На відміну від першої частини, сюжети кампаній частково взаємовиключні, хоча доповнюють одна одну, створюючи цілісну картину. До прикладу, мотивація персонажа, незрозуміла в одній кампанії, розкривається в іншій.

### Передісторія
Події Disciples II починається через десять років після завершення Великої війни, показаної в Disciples: Sacred Lands. Повелитель Легіонів проклятих Бетрезен помирає, Гірські Клани роз'єднані і чекають кінця світу, а в Імперії настала криза — імператор Демосфен покинув державні справи через втрату дружини і сина Утера.

### Кампанія Імперії
З часів Першої Великої війни союз з гномами так і не був відновлений, імператор Демосфен відійшов від справ, а Імперією фактично став управляти аристократ Юбер де Лейлі. Хоч Юбер запевняв, що держава процвітає, повсюдно ширився хаос і несправедливість. Поширилися різноманітні секти і пророцтва, в тому числі про пришестя рятівника Імперії.
Жриця Ерхог Темна, лідер культу смерті, захоплює землі одного з герцогів і отруює імператора. Хоча її вдається вбити, а імператору дати протиотруту, той тільки ще більше замикається в собі. Юбер де Лейлі, скориставшись моментом, пропонує наповнити казну Імперії своїм золотом в обмін на корону. Чимало аристократів переходять на його сторону, але лишаються й вірні Демосфену, що спричиняє розкол у державі. Імператор вирішує заручитися підтримкою гномів, і як жест доброї волі наказує звільнити з полону нежиті дипломата Гірських Кланів Слукаріжа Темного Каменя. Після його звільнення верховний король гномів Морок Небохранитель укладає з Імперією новий союз. Під час завоювань Юбером непокірних міст ширяться чутки про повернення спадкоємця Імперії Утера.
Чутки виявляються правдою — дивом уцілілий хлопчик, супроводжуваний загонами гномів, успішно дістається до земель Імперії. Незважаючи на зраду чергового аристократа, Філіпа д'Агінкура з міста Фіндар, Імперії вдається вбити Юбера де Лейлі, і Демосфен возз'єдується з сином. Для свого віку Утер виявляється неймовірно сильним і мудрим, батько доручає йому придушити повстання в південних містах. Раптово Гірські Клани розривають недавно укладений союз через божевілля Морока Небохранителя, який чомусь наказав вбити Утера.
У цей час нежить підсупає до земель ельфів, завоювавши які рушить на Імперію. Ельфам завдає шкоди Темний ельф Ліф. Пам'ятаючи дружбу і щоб убезпечитись, Демосфен посилає ельфам на допомогу свої війська, які вбивають Ліфа і з тріумфом повертаються до столиці.
Демосфен, відчуваючи наближення смерті, вирішує коронувати Утера. Сам Утер стає народним героєм, про якого складають легенди. Але той несподівано презирливо відмовляється від корони, вбиває свого батька і тікає, прикликавши демонів. Імперські війська наздоганяють і вбивають його, усвідомивши, що це був демон у подобі людини. Але це лише звільняє від фізичної оболонки його демонічну форму. Принцеса гномів, Яата'Халлі, вирішує відновити союз з людьми, щоб Гірські Клани і Імперія змогли разом протистояти Легіонам Проклятих, які, в свою чергу, заручилися підтримкою нежиті. Утер за допомогою підвладних йому демонів і військових хитрощів намагається розгромити війська Імперії, але ті, об'єднавшись з Гірськими кланами та за підтримки ельфів, знищують його остаточно. Імперія однак лишається в руїнах без спадкоємця престолу.

### Кампанія Орд нежиті
Богиня смерті Мортіс, колишня Солоніель, давно шукала спосіб відродити свого чоловіка Галлеана. Відчувши появу Утера, вона розуміє, що це втілений Бетрезен і його кров може відродити Галлеана. Утер був заточений у Тиморійских рудниках на території земель гномів, але ніхто не знав де саме. Заручившись допомогою розбійницької ватаги «Примарних вовків», що підкоряється Юберу де Лейлі, воїни Мортіс захоплюють бібліотеку Імперії з картами і вирушають у Тиморію. Гноми саме планували оновити руни на воротах в пекло, розміщених там, та Орди нежиті випереджують їх і вбивають Утера тільки-но той виходить з місця свого ув'язнення.
Поки відбувалися ці події, Імперія та Гірські клани домовилися про зустріч послів. Від гномів вирушає Слукаріжж Темний Камінь. Аби не допустити укладення союзу між расами, нежить вбиває послів. Розлючені воїни Імперії атакують Орди нежиті, люди і гноми все одно укладають союз. Мортіс змушена здати важливе місто Гуннерію, яке згодом повертає, попри зраду розбійників з «Примарних вовків».
Воскресити Галлеана можна тільки на священних землях ельфів, але Орди Нежити несподівано стикаються зі ще одним супротивником — Кістяним лордом, колишнім слугою Мортіс, який оскаржує одноосібну владу темної богині над нежиттю. Силу йому дають обладунки, які щодня потребують свіжої крові. Кістяний лорд вступає в союз з Юбером де Лейлі і його «Примарними вовками», а також з некромантом Ерхог Темною. У своїх пошуках башти Кістяного лорда Орди Нежиті захоплюють дорогоцінний артефакт — око Дорагона. Під час пошуків до Мортіс, як до Солоніель, творця своєї раси, звертається з проханням захистити свою дочку морська королева Тіллігіллаш. У подяку за виконання свого прохання вона допомагає нежиті здолати Кістяного лорда.
Захопивши обладунки Кістяного лорда і знову поставивши його на службу Мортіс, Нежить розшукує священні землі ельфів, де кров'ю Утера можна воскресити Галлеана. Незважаючи на те, що Гірські Клани уклали союз з варварами, військам Орд вдається пройти крізь їхні землі до території ельфів.
Впоравшись з охоронцями-драконами за допомогою ока Дорагона, нежить ступає на землі ельфів. Ті, попереджені пророком, вже привели в готовність свої війська. Мортіс наказує вбити правительку ельфів, королеву Таладріель. На допомогу ельфам прибувають війська Імперії і Гірських Кланів. Нежить намагається переконати ельфів не перешкоджати Мортіс, оскільки Галлеан їхні бог. Але ельфи, підозрюючи обман, відмовляються від переговорів. З'ясовується, що багато ельфів не знають, що богиня нежиті Мортіс і є колишньою Солоніель. Незважаючи на опір ельфів, які об'єдналися з Імперією і на підтримку драконів, вірних Таладріель, Орди вбивають королеву.
Мортіс нарешті воскрешає Галлеана на священній землі, але той, вжахнувшись від того якою вона стала, тікає, не сказавши ні слова.

### Кампанія Гірських Кланів
Десять років тому гноми запечатали ворота в пекло, їхнім королем став Морок Хмарогін, який, хоч і був хоробрим воїном, не зміг об'єднати клани. П'ять із дванадцяти кланів занепали, і священні руни, віддані їм на зберігання, були загублені. Морок Хмарогін наказує відшукати втрачені руни. Під час пошуків Мороку приносять страшну звістку — його син Гімнер, посланий з місією оновити руни на воротах пекла, загинув, опинившись між двох армій — Орд Нежиті і Легіонів Проклятих. Руна Скаді, яка була у принца гномів, дісталася демонам. Гімнер не встиг запечатати ворота і Бетрезен все ж проник у Невендаар. Гноми відшують руни трьох втрачених кланів і руну Скаді.
Після здобуття чотирьох рун Гірські Клани отримують прохання про допомогу від Імперії. Юбер де Лейлі захопив кілька Імперських міст і імператору довелося втекти. Морок Хмарогін погоджується послати свої війська для придушення заколоту. Коли війська гномів долають гори, їм зустрічається юнак, який називає себе Утером, і просить провести його до його батька, імператора Демосфена. Тут же їм зустрічається дикий велетень, що живе в місті, яке раніше належало Гірським Кланам. Він вручає гномам чергову руну і допомагає в ратній справі.
Після придушення заколотів у містах Імперії гноми приводять Утера до його батька, і той віддячує Кланам за повернення його зниклого сина. Але верховний король гномів Морок так і не змирився з загибеллю власного сина, Гімнера, і замислює повернути його за допомогою руни Фрейї, що оживляє воїнів. Хоча мудреці кланів виступають проти проведення обряду, Морок наполягає на ньому.
Згодом Морок запідозрює, що Утер не той за кого себе видає і розриває союз з Імперією. За наказом Морока гноми здійснюють спробу воскресіння Гімнера, але той оживає не повністю і здатний лише благати вбити його. Послана богом Вотаном Валькірія забирає принца і повідомляє, що руни через обряд втратили більшість своєї сили. Морок, дізнавшись про це, божеволіє і кидається на своїх побратимів. Дочці Морока, принцесі Яата'Халлі, доводиться наказати вбити божевільного батька. Священний ріг обирає її новою правителькою гномів. Перш за все Яата'Халлі береться об'єднати народ, закликавши кочові клани стати на її бік.
Захищаючи одне зі своїх міст від демонів, гноми виявляють, що місту загрожує також якийсь маг-людина з сильним військом. Убивши його і звільнивши від людей древні руїни, Клани здобувають останню загублену руну. Хранителі мудрості вмовляють королеву вшанувати Вотана обрядом, який не проводився вже десять років, але Яата'Халлі, заклопотана експансією демонів і нежиті, наказує відкласти його. Незабаром Кланам з'являється Валькірія і залишає їм сувій, написаний самим Вотаном, де говориться, що бог гномів втрачає сили, тому обряд слід провести якомога швидше. Зупинивши експанісію Легіонів Проклятих і Орд Нежиті, королева наказує рухатися до священних земель, щоб провести обряд.
Хоча всі руни зібрані і обряд виконується, через нехтування традиціями пробуджується змій Нідхегг, провісник кінця світу. Здолавши його, Гірські клани повертають мир на свої землі.

### Кампанія Легіонів проклятих
З часів Першої Великої війни Бетрезен не міг звільнитися з пекла, ув'язнений магією рун Гірських Кланів. Принц гномів Гімнер Небохранитель був посланий до брами в Пекло з місією оновити печатки на них, а Легіони, щоб не допустити цього пішли вбити Гімнера. Убивши принца Гірських Кланів, демони бачть, що з Воріт Пекла вийшов підліток в лахмітті. Вони впізнають у ньому Бетрезена, що вселився в тіло спадкоємця Імперії, Утера.
У цей момент з'являються Орди Нежиті і нападають на Утера-Бетрезена, щоб отримати його кров. Врятувавшись, він вирішує підкорити своїй волі Юбера де Лейлі, що володіє великою владою в Імперії. Багато людей, впізнаючи Утера, переходять на сторону Легіонів. Юбер де Лейлі з радістю укладає союз з демонами, щоб внести в Імперію хаос і прийти до влади.
Тим часом Бетрезен наказує Легіонам Проклятих знайти місце ув'язнення могутнього демона Астарота, щоб той возз'єднався з військом демонів. Отримавши такого могутнього союзника, Утер посилає Легіони захопити три стратегічно важливих міста. Але раптово біля воріт столиці виникає оніксова горгулья і забороняє демонам нападати на землі Імперії і Гірських Кланів від імені Бетрезена. Демони були обурюються та вбивають горгулью.
До демонів також зверталється нежить, що вимагає віддати їй Утера, і члени секти окультистів. Незабаром Астарот зраджує решту демонів та береться за самоуправство. Незважаючи на опір Кланів і Імперії, а також диких велетнів, Легіони захоплюють північні землі. Після захоплення трьох міст Утер вирішує розправитися з Ордами Нежиті. Однак, коли Легіони готують пастку для військ Мортіс, виявиляється, що ніякої нежиті на місці немає. Утер, до якого демони звертаються з питанням, відповідає, що він на насправді не Бетрезен і має намір розправитися з вірними справжньому володарю пекла демонами за допомогою Астарота на його боці. Легіони розділяються, вірні справжньому Бетрезену демони замислюють убити Астарота, щоб уникнути загибелі і врятувати свого повелителя. Проводячи кампанію, демони надають допомогу варварам оркам.
Астарот, зазнавши поразки, тікає від Легіонів до Утера. Виявляється, що обряд втілення Бетрезена в тіло Утера, проведений десять років тому, частково вдався. Спадкоємець Імперії отримав частину сили і розуму Бетрезена, але залишився самостійною особистістю. Незабаром пекельні жерці бачать віщий сон — сила їх повелителя все більше переходить до Утера. Щоб Бетрезен міг жити, Легіонам потрібно вбити Утера і захистити Пекельні ворота, через яку Бетрезен говорить зі своїми жерцями. Коли демони просуваються до укріплень Імперії, де перебуває Утер, їм у подяку за минуле пропонують допомогу орки з їхнім королем — чорним драконом Гаркенашом.
Коли Утер нарешті убитий, Бетрезен звільняється від його влади, але лишається заточеним у своїй темниці.

## Доповнення
- Disciples II: Guardians of the Light — сюжетне доповнення, випущене 14 червня 2003 року. Надає дві нові кампанії за Імперію та за Гірські клани. Імперію роздирають міжусобиці, а Клани, отримавши божественні вказівки, шукають спосіб відновити спілкування з богом Вотаном.
- Disciples II: Servants of the Dark — випущене 15 липня 2003, надає дві кампанії, низку вдосконалень, генератор випадкових карт та нові карти для мережевої гри. Легіони Проклятих планують заразити весь Невендаар демонічною чумою. Мортіс задумала помститися Галеану за те, що той відцурався від неї. Через це Галеан збожеволів і став загрозою для свого народу. З виходом збірника Gallean's Return доповнення Guardians of the Light і Servants of the Dark більше не поширюються окремо.
- Disciples II: Rise of the Elves — це доповнення, випущене 24 грудня 2003 року, додає нову ігрову расу ельфів і кампанію за неї. За сюжетом, ельфійські оракули отримали послання від Галлеана піти війною на Імперію і захопити місто Темперанс, побудоване при допомозі ельфів.

## Оцінки і відгуки
Disciples II: Dark Prophecy отримала схвалення критиків, зібравши на агрегаторі Metacritic 84 бали зі 100. Загалом позитивні відгуки акцентувалися на унікальній похмурій атмосфері, анімації та балансі протиборчих сторін.
У Gamespot гру оцінили в 8,4/10 з висновком: «Насправді Disciples II не робить чогось більшого, чого не було в інших фентезійних покрокових стратегіях, навіть у її попередниці. Однак унікальний стиль гри та чудовий геймплей, з його чистою стратегією і тактичними елементами, надає чудовий досвід — що може зайняти вас на тривалий час. Якщо ви грали в оригінальну Disciples, ви знайдете продовження подібним, але набагато досконалішим за попередницю».
Редакція IGN дала оцінку 8,6/10, особливо відзначивши візуальний стиль, а також похваливши музику, бої, які було порівняно з боями у Final Fantasy. Проте зазнало критики навчання грі та місцями складна навігація в елементах інтерфейсу.

## Супутня продукція
До обмеженого колекційного видання Disciples II: Dark Prophecy додавалася карткова гра Disciples II: Blades of War, розрахована на 2-4 гравців. За метою вона повторює відеогру: розвивати міста, створювати армії та захоплювати джерела ресурсів, щоб знищити противників.

## Збірники
- Disciples 2: Rise of the Elves Gold — містить Dark Prophecy і Rise of the Elves, виданий Акелла 24 січня 2002.
- Disciples II: Gallean's Return — об'єднання Guardians of the Light і Servants of the Dark, видане Руссобит-М 27 липня 2003.
- Disciples II: Летопись Вселенной — збірник Dark Prophecy, Guardians of the Light, Servants of the Dark і Rise of the Elves, виданий Руссобит-М виключно в Росії в 2005.
- Disciples 2 GOLD — містить Dark Prophecy, Guardians of the Light, Servants of the Dark і Rise of the Elves, виданий Акелла 1 жовтня 2005.
- Disciples Gold — містить Dark Prophecy, Guardians of the Light, Servants of the Dark і Rise of the Elves, виданий Акелла 1 травня 2006.
- Disciples World — збірник Disciples: Sacred Lands, Disciples II: Dark Prophecy, Guardians of the Light, Servants of the Dark і Rise of the Elves, виданий Акелла 1 травня 2006[7].